# Kékkő
Ez a szócikk a településről szól. A kékkőnek is nevezett réz-szulfátról (rézgálicról) szóló cikket lásd ott.

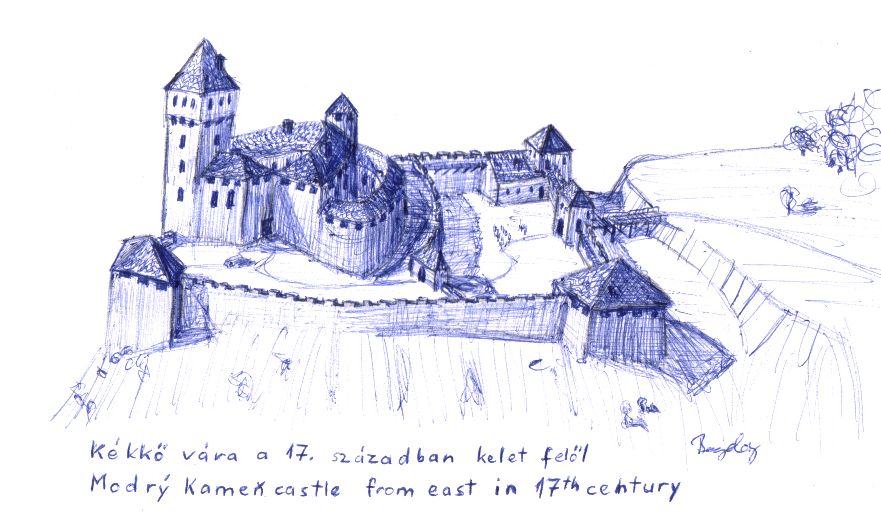
A kékkői vár rekonstrukciós rajza (17. századi állapot)

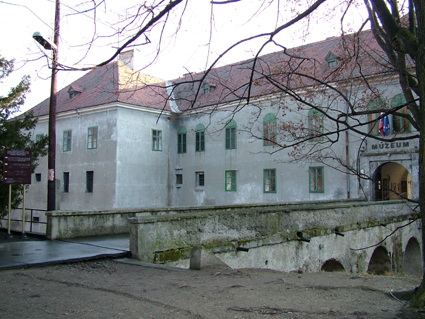
A kékkői vár

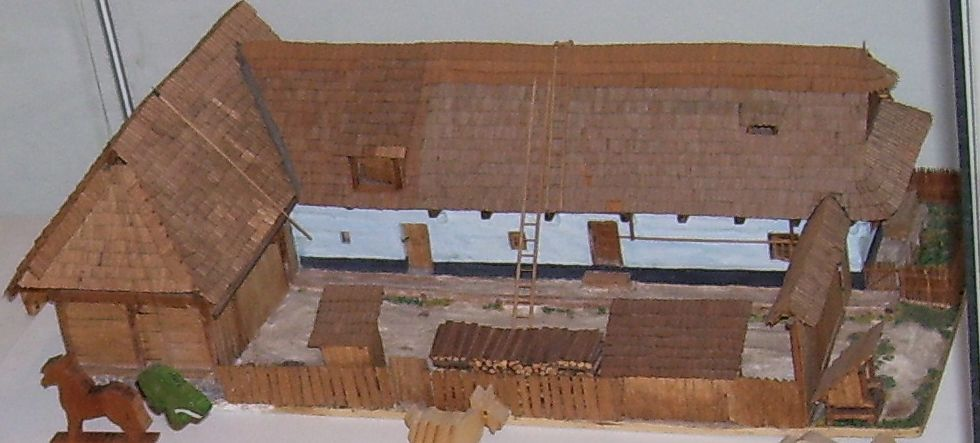
Parasztházmakett a játékmúzeumból

Kékkő (szlovákul Modrý Kameň, németül Blauenstein) város Szlovákiában, a Besztercebányai kerület Nagykürtösi járásában.

## Fekvése
Nagykürtöstől 3 km-re északra, a Kürtös patak bal partján fekszik.

## Nevének eredete
Nevét a kőszikla színéről kapta

## Története
A mai Kékkő területén már a korai bronzkorban település állt, ezt bizonyítják az itt feltárt hamvasztásos sírok.
1290-ben említi oklevél először „Keykkw” néven. A falu feletti sziklacsúcson állnak várának romjai. A Balassák építették a 13. század második felében, majd 1290-ben ostrommal foglalták vissza a Hontpázmány nemzetségbeli Kázmér fiától. A 14. század elején Csák Máté foglalta el, majd halála után a Zólyomi nembéli Péter birtoka lett. 1576-ban a török hadak közeledtére őrsége megszökött. A vár csak 1593-ban szabadult fel, amikor a kivonuló törökök felrobbantották. 1603 és 1612 között Balassa Zsigmond építtette újjá. A 17. században többször is feldúlták, romos lett és elhagyták.
A vár alatti település lakói a 16. században főként szőlőtermesztéssel, mezőgazdasággal, favágással és kereskedéssel foglalkoztak. A Balassák birtoka volt. 1576-ban feldúlta a török és megsemmisült. 1609 és 1612 között újratelepítették, de a 17. század közepén újra elnéptelenedett. A település életében döntő változást hozott, amikor 1658-ban II. Lipót császártól vásártartási jogot kapott.
Vályi András szerint „KÉKKŐ VÁRA. Blauenstein. Modri Kámen. Vár, és mező Város Nógrád Várm. földes Ura G. Balassa Uraság. Nevezetét vette a’ kék színű kősziklától, mellyre építtetett. Jelesen el képzelteti e’ Várnak eredetét, és történetét is az alsó kapu felébe alkalmaztatott márványkő e’ szavak által: Anno Domini, MCCXXXVII. Sum arx KÉKKŐ, ab Inclyta Domo BALASSA fundata, et continue possidebar. Anno MDLXXVI. In potestatem perveni Turcicam. Anno MDXCIII. A Turcis pulvere disjecta. Domini Imperatoris Romanorum ac Regis Hungariae RUDOLFI II. Praefectorum incuria, ad extremam deveni ruinam. Anno MDCIX. a Serenissimo Rege Hungariae, Mathia II. haereditariis meis reddita, Dominis, industria Spectabilis ac Magnifici Domini, SIGISMUNDI BALASSA, muris ac propugnaculis, e fundamento ampliata, habitationibus exornata, in hunc, in quo ante fui, perveni, statum. Ab eadem Illustri Familia, ut aevo durante, feliciter possidear, favit Deus ter Opt. Max. cui laus, s gloria Anno MDCXII. Öregbedvén az Ozmanoknak erejek, közönséges költséggel nagyobbíttatott erőssége, annakutánna az Ozmanok által keménnyen ostromoltatott, ’s ki nem állhatván Temesi Imre az ellenségnek ostromát alattomban Divinbe ment által; holott meg ölettetett az Ozmanok által, a’ kik a’ Kékkői Várát 1576-dikben meg erősíttették a’ mint lehetett, ’s a’ szomszéd vidékeken, (már birtokokban lévén a’ Vár), gyakorta kártékonykodtak, ’s újjabb még újjabb viaskodásokra szolgáltatának alkalmatosságot, míg 1603dikban Filek Vára után viszsza nem nyerődött. Viszsza adattatott régi Urának 1609dikben, és a’ német őrizettől is a’ közönséges Törvény szerént ki üressíttettet. Jelesen meg újjítódott azután G. Balassa Zsigmond által; ’s épségben maradott vala, míg Rákótzynak Követőji közűl Kókay nevű embere által fel gyújtatván, egészszen el égettetett. Annakutánna néhai G. Balassa Gábornak Özvegye újjíttatá meg egy részét. A’ mi a’ mező Várost illeti épűletei elég számosak; régi lakosai katonáskodtak, most a’ szőlő, ’s gazdáskodás által táplállyák életeket. Lakosai katolikusok, fekszik az előtt nevezetes hírű Vár alatt, határja közép termékenységű, legelője, erdeje, malma van, piatzozása közel.”
1840-ben említik a város kézművescéhét. 1730-ban a vár köveiből a Várhegy oldalában a Balassák új kastélyt építettek. A család 1899-ben halt ki, ezután az Almássy család lett az új birtokos, akik 1923-ban a kastélyt a csehszlovák államnak adták el. A városnak 1828-ban 163 háza állt, 1545 lakossal. Lakói mezőgazdasággal, szőlőtermesztéssel, kézművességgel, állattartással foglalkoztak.
Fényes Elek szerint „Kékkő, (Madrikamen), Nógrád m. tót mv. Fekszik meredek nagy hegyek közt, egy mély völgyben, Bal.-Gyarmattól éjszakra 3 mfldnyire: 1572 kath., 20 evang. lak., kik hegyen völgyön elszórt házakban laknak. Kath. paroch. templom. Földje kevés és sovány; bora nem jó; gyümölcse sok, a minthogy ebből és mesterségekből élnek leginkább; gesztenyés erdeje felette szép. A helység felett egy kék szinü kősziklás hegyen láthatni régi várát, melly hajdan nagyobb kiterjedésü, s erősebb volt mint jelenleg. Most csak egy része szolgál lakóhelyül elég rendesen felkészitve. Kapuja előtt mély sáncz van, melly azt egészen körülkeríti, s csak egy kőhidon lehet bemenni. A sánczban pinczék vannak a kősziklába bevágva, s ugyan itt több rejtekhelyek találtatnak. Egy pinczében forráskut is van, mellynek vize hideg ugyan, de kellemetlen izű; azonban jelenleg a tovább eső hegyekről vezettetik be friss forrásviz csatornák segedelmével. A palotát nem kevéssé ékesítik a Balassa nemzetség mindkét nemből való jeles tagjainak függő képei. Birja b. Balassa Sándor.”
A trianoni békeszerződésig Nógrád vármegye Balassagyarmati járásához tartozott.

## Népessége
| Év:            | 1994. | 2004.   | 2014.    | 2024.   |
| -------------- | ----- | ------- | -------- | ------- |
| Emberek száma: | 1437  | 1459    | 1615     | 1630    |
| Eltérés:       |       | +1,53 % | +10,69 % | +0,92 % |

| Év:            | 2023. | 2024.   |
| -------------- | ----- | ------- |
| Emberek száma: | 1659  | 1630    |
| Eltérés:       |       | -1,74 % |

1910-ben 1347, többségben szlovák lakosa volt, jelentős magyar kisebbséggel.
2011-ben 1555 lakosából 1391 szlovák, 25 magyar és 19 cigány.
2021-ben 1620 lakosából 25 (+7) magyar, 1515 (+8) szlovák, 9 (+16) cigány, (+1) ruszin, 10 egyéb és 61 ismeretlen nemzetiségű volt.

## Nevezetességei
- Kékkő vára (Marionett és játékmúzeum, Balassi Bálint emlékkiállítás, Néprajzi kiállítás, Fogtechnikus-történeti kiállítás).
- A várkápolna különös lelete. A várkápolna főoltára mögül egy 18. századból származó bronzedény, s benne egy szarvasmarha szíve került elő. A különös lelet valószínűleg az 1700-as évek kezdetén dúló marhavésszel hozható összefüggésbe. A helybéliek attól remélték a járvány megszűnését, hogy a szívet a kegykép közelében helyezték el.[6]
- Római katolikus temploma 1879-ben épült. Kegyképe, a Fájdalmas Szűzanya eredete nem ismert, a törökök által feldúlt várromok között találták és a várkápolnában helyezték el 1759-ben, majd a templom elkészültekor ide hozták át.
- Még egy búcsújáróhelye van, a kálvária, amelyet a 18. század elején alapítottak, kápolnáját pedig 1859-ben építették.
- A Mária-oszlop a 18. század közepén készült barokk alkotás.

## Kulturális élet
- Első rezesbandáját 1935-ben alapították, melynek hagyományára alapozva alakították meg 1974-ben a Hradčianka fúvósegyüttest. A több külföldi rendezvényen is szereplő, 20 tagú együttes első hangfelvétele 1999-ben jelent meg.

## Külső hivatkozások
- Hivatalos oldal
- Kékkő város honlapja
- Alapinformációk
- Kékkő Szlovákia térképén
- Kékkő vára (szlovák nyelvű képes ismertető)
- A kékkői kálváriáról magyarul
- A vármúzeumról szlovákul és angol nyelven
- Kékkő vára (szlovákul)
- Magyar nyelvű ismertető
- E-obce.sk Archiválva 2008. december 6-i dátummal a Wayback Machine-ben
- A Hradčianka fúvósegyüttes szlovák nyelvű weblapja